# František Veselý
František Veselý   (Praga, 7 de desembre de 1943 - Praga, 30 d'octubre de 2009) és un exfutbolista txec de la dècada de 1970.
Fou 34 cops internacional amb la selecció txecoslovaca amb la qual participà en la Copa del Món de Futbol de 1970 i al campionat d'Europa de 1976, on fou campió.
Pel que fa a clubs, defensà els colors de SK Slavia Praha.